# کملات ۹۵۰۰
سیارک ۹۵۰۰ (به انگلیسی: 9500 Camelot، نامگذاری:1281T-2) نه هزار و پانصدمین سیارک کشف شده‌است که در ۲۹ سپتامبر ۱۹۷۳ کشف شد.
قدر مطلق سیارک برابر ۱۴٫۴۰ است.